# TG4
TG4 (TG Ceathair) es un canal de televisión abierta irlandés dirigido al público de habla irlandesa. Está dirigido por la corporación pública «Teilifís na Gaeilge».
Comenzó sus emisiones el 31 de octubre de 1996 como Teilifís na Gaeilge (TnaG) y hasta 2007 estuvo gestionado por una empresa subsidiaria de RTÉ, el grupo de radiodifusión pública nacional. Entre sus objetivos está la difusión y el desarrollo del idioma irlandés.
Forma parte de la Unión Europea de Radiodifusión desde julio de 2007.

## Historia
Desde la llegada de la televisión a Irlanda, los habitantes de habla irlandesa (en especial de las regiones Gaeltacht) se habían movilizado por una televisión pública específica para ellos, ya que la programación de los dos canales de Raidió Teilifís Éireann era mayoritariamente en inglés. Sin embargo, la creación de ese servicio no se afrontó hasta 1993, siendo también el tercer canal en señal abierta del país. La nueva Teilifís na Gaeilge (TnaG) empezó a emitir el 31 de octubre de 1996 para las regiones de habla gaélica mayoritaria, y en poco tiempo su cobertura se extendió al resto de Irlanda.
Durante una década su gestión corrió a cargo de Serbhisí Telefís na Gaeilge Teoranta, empresa subsidiaria de RTÉ, bajo la supervisión de la Údarás na Gaeltachta, asociación para el desarrollo de los Gaeltacht. La radiodifusora pública le suministraba programación en gaélico sin coste alguno.
Para ganar audiencia, el canal fue rebautizado en 1999 como TG4 y sufrió una transformación gradual: asumió una programación generalista, aumentó los horarios en lengua inglesa y también metió subtítulos en inglés a sus espacios en gaélico. No obstante, mantuvo el objetivo de promocionar el habla irlandesa y la cultura del país.
El 1 de abril de 2007 se convirtió en una corporación estatutaria independiente de RTÉ, a la que se llamó Teilifís na Gaeilge. Ese mismo año se convirtió en miembro de pleno derecho de la Unión Europea de Radiodifusión, y en 2008 fue uno de los fundadores de la World Indigenous Television Broadcasters Network.
Desde 2015, TG4 representa a Irlanda en el Festival de la Canción de Eurovisión Junior.

## Organización
TG4 es una corporación estaturaria sin ánimo de lucro. En la legislación irlandesa, bajo esta fórmula existe un consejo o cualquier otra autoridad elegida por el ministerio correspondiente. Por lo tanto, el mayor órgano directivo es un consejo formado por doce miembros (entre ellos su presidente), cuya función es velar por los intereses del espectador y el cumplimiento del servicio público.
Desde 2007 es independiente de RTÉ, el organismo nacional de radiodifusión pública. La sede central se encuentra en Galway y también dispone de oficinas en Dublín.
El consejo elabora un informe anual que recoge las líneas básicas de trabajo y los resultados. Ese documento se envía al Ministerio de Comunicaciones, a la dirección del canal y a la Autoridad de Radiodifusión de Irlanda.
TG4 se financia a través de aportaciones directas del estado y la venta de espacios publicitarios, limitados por ley. Sigue recibiendo de RTÉ un total de 365 horas de programación en gaélico, una hora al día, sin coste alguno.

## Programación
La lengua vehicular de la programación de TG4 es en idioma irlandés, aunque también transmite muchos contenidos en idioma inglés, como series de ficción y los documentales internacionales. Entre sus obligaciones debe producir un mínimo de 1.712 horas al año en gaélico e invertir en productoras independientes del país. Además dobla las series de animación al irlandés. Los servicios informativos (Nuacht TG4) corren a cargo de RTÉ.
TG4 se ha distinguido en los últimos años por cubrir los eventos de la Asociación Atlética Gaélica, tales como las ligas de hurling y fútbol gaélico, y eventos internacionales como el Campeonato de Wimbledon (tenis), rugby o el Tour de Francia (ciclismo).
Algunos de los programas en irlandés cuentan con subtítulos en inglés.